# Municipio Biruaca
Biruaca es uno de los 7 municipios que integran el Estado Apure, Venezuela, cuenta con una superficie de 1281 km² y una población de 82 498 habitantes (INE, Apure 2024). Su capital es la ciudad de Biruaca conurbada con la capital del Estado Apure San Fernando de Apure de cuyo centro dista solo 7 km.
Biruaca, fue fundada a finales del siglo XVIII, por Don Pedro Veroes, en el sitio del antiguo Hato San Diego. El 2 de julio de 1937, esta población fue elevada a municipio, según decreto de la Asamblea Legislativa del Estado Apure donde fue presidente el Dr. Saverio Barbarito Echenique. Sin embargo, el 14 de diciembre de 1992, nuevamente en la Asamblea Legislativa apureña sanciona una nueva reforma de la Ley de División Político Territorial del Estado Apure, ratificando la categoría de municipio a Biruaca.

## Geografía

### Límites
El Municipio Biruaca limita al norte con el Estado Barinas, al sur con el Municipio Pedro Camejo, al este con el Municipio San Fernando y al oeste con el Municipio Achaguas.

## Turismo

### Plazas
- Plaza Bolívar: Es una plaza en honor al prócer Venezolano Simón Bolívar y se considera como un requisito urbanístico de honor al Libertador. Esta plaza es lo que se conoce como el centro colonial, gubernamental, político e histórico de cada ciudad, poblado, municipio y Estado de Venezuela. En las ciudades de edad colonial la Plaza Bolívar corresponde a la antigua Plaza Mayor y en el Municipio Biruaca se encuentra ubicada entre la 8.ª y 9.ª transversal frente a la parroquia Inmaculada concepción y paralela al caño. En esta plaza se encuentra una de las atracciones turísticas más importantes del municipio y es la estatua de tamaño natural en honor a Simón Bolívar, Cuerpo entero sobre un globo terráqueo. Fue realizada por el escultor Alighieri Filiberto González, con motivo del bicentenario del natalicio del Libertador inaugurada el 24 de julio de 1983. La imagen pedestre del Libertador, posado sobre un mundo con los continentes en relieve y una cadena que lo rodea y se separa sobre el continente americano, justo en el punto donde se representa a Venezuela.

## Política y gobierno

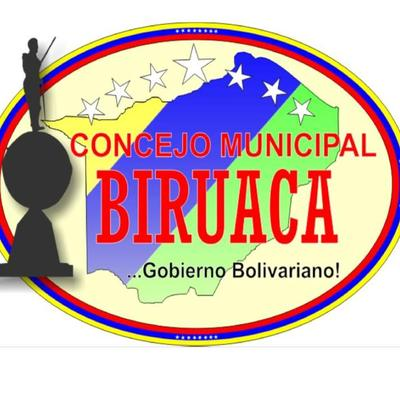
Logo del Concejo Municipal 2013-2017.

### Alcaldes
| Período     | Alcalde              | Partido político / Alianza | % de votos | Notas |
| ----------- | -------------------- | -------------------------- | ---------- | --- |
| 1989 - 1992 | Félix Manuel Guadamo | AD                         | 62,10      | Primer alcalde bajo elecciones directas |
| 1992 - 1995 | Víctor Parra         | AD                         | 57,58      | Segundo alcalde bajo elecciones directas |
| 1995 - 2000 | Euclides Parra       | AD                         | -          | Tercer alcalde bajo elecciones directas (se realizaron elecciones generales adelantadas en el 2000 debido a la aprobación de la Constitución de 1999) |
| 2000 - 2004 | Pedro Agrinzones     | AD                         | 41,57      | Cuarto alcalde bajo elecciones directas |
| 2004        | Edgar Piña           | AD                         | -          | (Alcalde Encargado tras la renuncia del alcalde Pedro Agrizones para postularce como diputado el Concejo legislativo del estado apure)                |
| 2004 - 2008 | Daniel Blanco        | MVR                        | 61,49      | Quinto alcalde bajo elecciones directas |
| 2008 - 2013 | Daniel Blanco        | PSUV                       | 37,86      | Reelecto (se postergan 1 año las elecciones municipales pautadas para finales del 2012)                                                               |
| 2013 - 2017 | Daniel Blanco        | PSUV                       | 45,17      | Reelecto |
| 2017 - 2021 | Gerson Vizcaíno      | PSUV                       | 65,49      | Sexto alcalde bajo elecciones directas |
| 2021 - 2025 | José Franco          | PSUV                       | 46,32      | Séptimo alcalde bajo elecciones directas |

### Concejo municipal
Período 1989 - 1992
| Concejales:            | Partido político / Alianza |
| ---------------------- | -------------------------- |
| Euclides Parra         | AD                         |
| Victor Parra           | AD                         |
| Jose luis Flores'      | AD                         |
| Manuel González Rondón | AD                         |
| Francisco Mendoza      | COPEI                      |
| Manuel Yanes Bermudez  | COPEI                      |
| José Angel Rodríguez   | COPEI                      |

Período 1992 - 1995
| Concejales:      | Partido político / Alianza |
| ---------------- | -------------------------- |
| Luis Berro       | AD                         |
| Juan Igarza      | AD                         |
| Angel González   | AD                         |
| Pedro Agrinzones | AD                         |
| José Rangel      | AD                         |
| Freddy Díaz      | COPEI                      |
| Manuel Yepes     | COPEI                      |

Período 1995 - 2000
| Concejales:      | Partido político / Alianza |
| ---------------- | -------------------------- |
| Nerys Tapia      | AD                         |
| Julio Páez       | AD                         |
| Julio Igarza     | AD                         |
| Pedro Agrinzones | AD                         |
| Ramon Ramos      | AD                         |
| Ramon Páez       | COPEI                      |
| Romulo Gonzalez  | COPEI                      |

Período 2013 - 2018
| Concejales      | Partido político / Alianza |
| --------------- | -------------------------- |
| Lucy Paéz       | PSUV                       |
| José Bastidas   | PSUV                       |
| Renny Aponte    | PSUV                       |
| Mario Chávez    | PSUV                       |
| José Gerde      | PSUV                       |
| Héctor Ceballos | MUD                        |
| Luis Artahona   | (Representación Indígena)  |

Período 2018 - 2021
| Concejales      | Partido político / Alianza |
| --------------- | -------------------------- |
| Isaias Flores   | PSUV                       |
| Blanca Padilla  | PSUV                       |
| Nina Calvajal   | PSUV                       |
| Luis Luque      | PSUV                       |
| Lusy Páez       | PSUV                       |
| Marcos Aracas   | PSUV                       |
| Sandra Gallardo | (Representación indígena)  |

Período 2021 - 2025
| Concejales:       | Partido político / Alianza |
| ----------------- | -------------------------- |
| Andreina Castillo | PSUV                       |
| Lisandro González | PSUV                       |
| Blanca Padilla    | PSUV                       |
| Marcos Aracas     | PSUV                       |
| Ramon Davila      | MUD                        |
| Cruz Viña         | MUD                        |
| Juan Ramos        | (Representaciom Indígena)  |